# Illycaffè
La illycaffè S.p.A. è un'azienda specializzata nella produzione di caffè, con sede e stabilimento di produzione a Trieste.

## Storia
È stata fondata a Trieste nel 1933 da Francesco Illy nato nel 1892 a Temesvár, Austria-Ungheria (oggi Timișoara, Romania). La storia dell'azienda è legata alla vita della famiglia del suo fondatore, il quale avvia un'attività imprenditoriale nel settore del cacao e del caffè per poi decidere di dedicarsi esclusivamente al "nero", come viene chiamato a Trieste il caffè espresso al bar. Nel 1934 inventa e brevetta il sistema di confezionamento a "pressurizzazione con gas inerte", per la conservazione degli aromi del caffè all'interno del barattolo. Nel 1935 deposita il brevetto ingegneristico di separazione tra riscaldamento e pressione dell’acqua di Illetta, macchina per l'espresso professionale di casa illy. Nel 1947, Ernesto, figlio di Francesco, entra in azienda e fa subito valere la sua laurea in chimica realizzando il primo laboratorio chimico aziendale, creando anche sinergie scientifiche con istituzioni internazionali. Oggi sono 5 i laboratori di ricerca di illycaffè, Aromalab, Sensorylab, Techlab, FoodSciencelab, Biolab. Nel 1965 viene costruita l'attuale sede amministrativa e produttiva dell'azienda.
Nel 1974 arriva la terza innovazione: l’industrializzazione delle cialde di carta monoporzione di caffè espresso, preludio alle cialde di caffè ESE. Negli anni 1980, la terza generazione di imprenditori della famiglia Illy, vede Riccardo Illy, figlio di Ernesto, apportare in azienda il valore del marketing, con approccio innovativo verso la distribuzione organizzata e l'apertura verso nuovi mercati internazionali. Nel 1982 brevetta insieme a Sortex la selezionatrice digitale, in grado di analizzare il colore e la forma dei chicchi di caffè verde e di identificare e scartare quelli difettosi.
Nel 1991 Ernesto Illy commissiona a Matteo Thun di disegnare la nuova e attuale tazzina illy. Nel 1992, a partire da un’idea di Francesco Illy, figlio di Ernesto, nascono le illy Art Collection, le tazzine decorate da artisti che fanno diventare la tazzina illy la protagonista del rapporto con l'arte. Nel 1994 diventa amministratore delegato di illycaffè Andrea Illy, quartogenito di Ernesto, il cui impulso innovativo e culturale porta anche al rinnovo dello storico marchio; nel 1996 fa realizzare a James Rosenquist, il nuovo marchio illy, consolidando il connubio tra il marchio triestino e l’arte contemporanea.  Qualche anno dopo, Andrea Illy crea l'Università del Caffè che dal 1999 promuove la cultura del caffè rivolgendosi a coltivatori, professionisti e consumatori. L'internazionalizzazione del marchio permette di pensare e creare la catena di bar in franchising "Espressamente illy", capace di promuovere e diffondere in Italia e nel mondo la cultura del caffè di qualità. Nel 2006 illy crea un sistema una nuova generazione di macchina e capsule per caffè espresso, il metodo Iperespresso (coperto da cinque brevetti internazionali) basato su una speciale capsula a camera di estrazione che, attraverso due fasi (iperinfusione ed emulsione), consente di creare una crema più densa e persistente per il caffè espresso. L'anno successivo, grazie a una joint venture al 50% tra illycaffè e The Coca-Cola Company nasce illy issimo, bevanda in lattina al gusto di caffè. Nel 2013 illy collabora con Kimbo e Indesit alla creazione del sistema in capsule UNO.
illycaffè è tra i partner ufficiali dell'Expo 2015 di Milano e coordina insieme a ICO (International Coffee Organization) il padiglione del caffè (Coffee Cluster).  Nello stesso anno collabora con l'azienda Alessi nel progetto per una "moka del 2000": nasce così Pulcina. Nel 2016, per la prima volta nella storia dell'azienda, viene nominato un amministratore delegato esterno alla famiglia, Massimiliano Pogliani, sostituito nel 2022 da Cristina Scocchia, mentre Andrea Illy mantiene il ruolo di presidente. illycaffè dal 2013 al 2023 è stata l'unica italiana ad essere inserita all'interno dell'elenco delle 'aziende più etiche del mondo' fatto da Ethisphere. Nel 2019 illycaffè adotta lo status di Società Benefit e nel 2021 è la prima azienda italiana del caffè a ricevere la certificazione B Corp. 

### Pressurizzazione
Nel 1934 Francesco Illy inventa e brevetta il sistema di confezionamento e conservazione a pressurizzazione con gas inerte.
Già nei primi mesi di attività aveva capito che, a contatto con l'aria, gli aromi del caffè svanivano in meno di un giorno. Negli anni 1930 la tecnologia a disposizione era per lo più meccanica e tra i vari tentativi di preservare gli aromi provò a creare il vuoto nei barattoli e sotto pressione ad immettere un gas inerte, l'azoto. Così facendo gli aromi vengono imprigionati, fissati e restano protetti a lungo nel tempo, il caffè nei barattoli illy si affina, la sua rotondità addirittura migliora e ne aumenta la conservazione. L'azoto si dissolve immediatamente al momento dell'apertura del barattolo e non altera il caffè.
Illetta
Nel 1935 Francesco Illy realizza la “Illetta”, la progenitrice delle attuali macchine professionali per caffè espresso che, grazie al sistema brevettato di separazione tra riscaldamento e pressione dell’acqua, propone per la prima volta la formula dell’espresso utilizzata ancora oggi.
Nel 2024 è stata realizzata la nuova Illetta con un sistema brevettato con tecnologia instant-heating che la rende sempre pronta a erogare il caffè, annullando i tempi di attesa legati al riscaldamento e assicurando un risparmio energetico fino al 50% rispetto alle normali macchine a caldaia.  

Cialda
Nel 1974 Ernesto Illy  industrializza la prima cialda di caffè in carta, la capostipite dei sistemi di caffè porzionato, che per la prima volta racchiude tra due strati di carta filtrante - oggi certificate compostabili e conferibili nell’organico - la dose corretta di caffè, alla giusta pressione, per la preparazione dell’espresso. Negli Anni ‘90, la cialda in carta è diventata uno standard industriale internazionale (E.S.E. – Easy Serving Espresso): un sistema “aperto” nel settore del caffè, a cui hanno aderito volontariamente numerosi torrefattori e produttori di macchine espresso. 

### Università del caffè
L'Università del caffè nasce a Napoli nel 1999 con l’obiettivo di diffondere in tutto il mondo la cultura del caffè di qualità attraverso l’attività di formazione e ricerca. Nel 2002 si trasferisce a Trieste, presso la sede di illycaffè, ed oggi ha oltre 23 sedi in tutto il mondo.

## La miscela
La illycaffè produce e vende una miscela composta da nove varietà di Coffea arabica al 100%, provenienti da Sud America, America Centrale, India e Africa.

## Il gruppo
"illycaffè S.p.A." appartiene alla holding della famiglia Illy - Gruppo illy S.p.A. - che controlla anche:
- Domori (produttore di cioccolato - luglio 2006) al 100%
- Dammann Frères (casa di tè francese con sede a Orgeval nella regione parigina – marzo 2007) al 77%
- Mastrojanni (azienda vinicola di 40 ettari vitati a Montalcino – settembre 2008) al 100%.

Ha inoltre una partecipazione del 40% nell'azienda Agrimontana (società di Borgo San Dalmazzo operante nella produzione di prodotti di alta pasticceria), una quota in Fgel di Firenze (possiede 7 bar-gelaterie con il marchio Bonetti) dopo aver ceduto una partecipazione del 5% nella gelateria Grom acquisita nel novembre 2011. Il programma è di creare nel giugno 2019 una subholding Polo del Gusto con le attività estranee al caffè e di quotarla in Borsa. Nel marzo 2019 acquisisce Prestat, una delle più famose aziende di cioccolato del Regno Unito e fornitrice della casa reale.

## Dati economici
Nel 2017 i ricavi hanno raggiunto i 467 milioni di euro con un aumento dell'1,4% rispetto al 2016. Ebitda a 68 milioni (+ 4,2%), utile di 15,4 milioni (+1%). L'export incide per il 65%.
Nel 2022, Standard Ethics ha attribuito una rating sostenibilità pari a EE su una scala da F a EEE nell’ambito dello SE Food&Beverage Sustainability Italian Benchmark.

Nel 2023 i ricavi hanno raggiunto i 595,1 milioni di euro con un aumento del 5,7% a cambi costanti rispetto al 2022. Ebitda a 92,8 milioni (+ 18,6%), utile di 23,7 milioni (+67,2%).

## Logo
Il logo attuale, utilizzato dal 1996, è stato realizzato da James Rosenquist, che in seguito l'ha usato in un quadro dedicato al caffè.